# Carvalho (Familienname)
Carvalho ist ein portugiesischer Familienname.

## Namensträger

### A
- Abílio Garcia de Carvalho (1890–1941), portugiesischer Arzt und Politiker
- Adriano Carvalho (* 1970), portugiesischer Film- und Fernsehschauspieler
- Agostinho André Mendes de Carvalho (1924–2014), angolanischer Politiker, Diplomat und Schriftsteller
- Alan Douglas Borges de Carvalho (* 1989), brasilianischer Fußballspieler, siehe Alan (Fußballspieler, 1989)
- Alexandre de Carvalho Kaneko (1946–2017), brasilianischer Fußballspieler und Unternehmer
- Ana Carvalho (* 1996), portugiesische Ingenieurin und Politikerin (Volt)
- Anderson Luiz de Carvalho (* 1981), brasilianischer Fußballspieler, siehe Nenê (Fußballspieler, 1981)
- Angelo Carvalho (* 1925), portugiesischer Fußballspieler
- Anselmo Augusto Coelho de Carvalho, portugiesischer Kolonialgouverneur
- Antenor Leitão de Carvalho (1910–1985), brasilianischer Zoologe
- Antônio de Carvalho (1913–2007), brasilianischer Leichtathlet
- António Carvalho (Fußballspieler, I), portugiesischer Fußballspieler
- António Carvalho (Fußballspieler, 1960) (António José Pereira de Carvalho; * 1960), portugiesischer Fußballspieler und -trainer
- Antonio Carvalho (Kampfsportler) (* 1979), kanadischer Kampfsportler
- António Carvalho (Fußballspieler, 1982) (António Manuel Oliveira Carvalho; * 1982), portugiesischer Fußballspieler
- António Carvalho (Radsportler) (António Ferreira Carvalho; * 1989), portugiesischer Radrennfahrer
- António de Albuquerque Coelho de Carvalho (1655–1725), portugiesischer Kolonialverwalter
- Antônio de Moura Carvalho (* 1986), brasilianischer Fußballspieler
- António da Silva de Carvalho (Fera Lafaek), osttimoresischer Parteifunktionär (Fretilin)
- António Augusto Carvalho Monteiro (1848–1920), portugiesischer Unternehmer und Kunstsammler
- Apolônio Pinto de Carvalho (1912–2005), brasilianischer Politiker
- Aracy de Carvalho (1908–2011), brasilianische Gerechte unter den Völkern
- Armando da Silva Carvalho (1938–2017), portugiesischer Schriftsteller
- Áttila de Carvalho (1910–?), brasilianischer Fußballspieler
- Augusto de Carvalho (1905–1984), portugiesischer Radrennfahrer
- Augusto César Cardoso de Carvalho (1836–1905), portugiesischer Marineoffizier und Kolonialverwalter

### B
- Bafodé Carvalho (* 1983), Fußballspieler für Guinea-Bissau
- Basile de Carvalho (* 1981), Fußballspieler aus Guinea-Bissau
- Benedito Terésio de Carvalho Júnior (* 1896), brasilianischer Politiker
- Bernardo Carvalho (* 1960), brasilianischer Autor und Journalist
- Beth Carvalho (1946–2019), brasilianische Sängerin
- Bruno Carvalho (* 1974), brasilianischer Fußballspieler

### C
- Camila Carvalho (* 1980), brasilianische Ruderin
- Câncio de Carvalho, indonesisch-osttimoresischer Milizionär
- Carlos Carvalho (Radsportler) (José Carlos Pereira Carvalho; 1933–2004), portugiesischer Radsportler und Radsportfunktionär
- Carlos Carvalho (Wasserballspieler) (* 1957), brasilianischer Wasserballspieler
- Carlos de Carvalho (Schauspieler) (* 1964), portugiesischer Schauspieler
- Carlos de Carvalho (Kameramann) (* 1968), mosambikanischer Kameramann
- Carlos de Azevedo Carvalho (* 1889), portugiesischer Militär
- Carmen Carvalho, portugiesische Kunstradfahrerin
- Caroline Miolan-Carvalho (1827–1895), französische Opernsängerin
- Celso Ricardo Furtado de Carvalho; (1956–2012), brasilianischer Musiker, siehe Celso Blues Boy
- Charlene de Carvalho-Heineken (* 1954), niederländische Unternehmerin
- Claudio Olinto de Carvalho (1942–2016), brasilianischer Fußballspieler und -trainer, siehe Nené (Fußballspieler, 1942)
- Cory Teixeira de Carvalho (* 1928), brasilianischer Mammaloge und Ornithologe
- Cristiana Carvalho (* 1988), luxemburgische Fußballspielerin

### D
- Daniel Carvalho (* 1983), brasilianischer Fußballspieler
- Demétrio do Amaral de Carvalho (* 1966), osttimoresischer Umweltaktivist
- Diamantino Prata de Carvalho (* 1940), portugiesischer Priester, Bischof von Campanha
- Dinorá de Carvalho (1905–1980), brasilianische Komponistin und Pianistin
- Diogo Carvalho (1578–1624), portugiesischer Jesuit, Missionar und Märtyrer
- Diogo Carvalho (Schwimmer) (* 1988), portugiesischer Schwimmer
- Domingos Carvalho de Araújo (* 1965), osttimoresischer Politiker
- Domitila  de Carvalho (1871–1966), portugiesische Ärztin, Lehrerin, Schriftstellerin und Politikerin

### E
- Eduardo Carvalho (Diplomat), brasilianischer Diplomat
- Eduardo de Carvalho (1962–2010), osttimoresischer Politiker
- Eduardo dos Reis Carvalho (Eduardo; * 1982), portugiesischer Fußballspieler
- Eleazar de Carvalho (1912–1996), brasilianischer Komponist und Dirigent
- Elvina Sousa Carvalho (* 1986), osttimoresische Politikerin
- Émerson Carvalho da Silva (* 1975), brasilianischer Fußballspieler, siehe Émerson (Fußballspieler, 1975)
- Emerson de Carvalho (* 1972), brasilianischer Fußballschiedsrichterassistent
- Emílio de Carvalho (* 1933), angolanischer Theologe, Geistlicher und Friedensaktivist
- Erika Carvalho de Sousa (* 1981), brasilianische Volleyballspielerin
- Estevão Leitão de Carvalho (1881–1970), brasilianischer Marschall
- Euller Elias de Carvalho (* 1971), brasilianischer Fußballspieler
- Evaldo Carvalho dos Santos (* 1969), brasilianischer Ordensgeistlicher, Bischof von Viana
- Evaristo Carvalho (1941–2022), Politiker aus São Tomé und Príncipe

### F
- Fábio Carvalho (Fußballspieler, 1978) (Fábio Carvalho dos Santos; * 1978), brasilianischer Fußballspieler
- Fábio Carvalho (Fußballspieler, Januar 1993) (Fábio Alexandre Borges Carvalho; * 1993), portugiesischer Fußballspieler
- Fabio Carvalho (Fußballspieler, Juli 1993) (Fabio Mendouca Carvalho; * 1993), schweizerisch-portugiesischer Fußballspieler
- Fábio Carvalho (Fußballspieler, 2002) (Fábio Leandro Freitas Gouveia Carvalho; * 2002), portugiesischer Fußballspieler
- Fabio Botelho Carvalho (* 1979), brasilianischer Triathlet
- Felícia Carvalho, osttimoresische Politikerin
- Felipe Carvalho (Fußballspieler) (* 1993), uruguayischer Fußballspieler
- Felipe Carvalho (Tennisspieler), brasilianischer Tennisspieler
- Fernando Carvalho (* 1962), portugiesischer Radrennfahrer
- Florian Carvalho (* 1989), französischer Leichtathlet
- Francis Arthur Carvalho (1886–1979), indischer römisch-katholischer Geistlicher und Weihbischof in Madras-Mylapore
- Francisco Inácio de Carvalho Moreira (1815–1906), brasilianischer Diplomat

### G
- Geílson de Carvalho Soares (* 1984), brasilianischer Fußballspieler
- Géo Carvalho (1932–1986), brasilianischer Fußballspieler
- Geraldo da Rocha Carvalho (1932–1986), brasilianischer Fußballspieler
- Gláucio de Jesus Carvalho (* 1975), brasilianischer Fußballspieler
- Gonçalo de Carvalho, portugiesischer Ordensgeistlicher, siehef Rua Gonçalo de Carvalho
- Gracie Carvalho (* 1990), brasilianisches Model
- Guilherme Henriques de Carvalho (1793–1857), portugiesischer Bischof, Patriarch von Lissabon und Kardinal der römisch-katholischen Kirche

### H
- Helder de Carvalho (* 1966), angolanischer Judoka
- Hélder Martins de Carvalho (* 1977), angolanischer Fußballschiedsrichter

### I
- Inês Carvalho (* 1971), portugiesische Kamerafrau
- Isac Carvalho (* 1989), mosambikanischer Fußballspieler
- Ismar de Souza Carvalho, brasilianischer Paläontologe
- Ivonne Carvalho, portugiesische Kunstradfahrerin

### J
- Jaqueline Carvalho (* 1983), brasilianische Volleyballspielerin
- Jeferson de Araujo de Carvalho (* 1996), brasilianischer Fußballspieler
- Jheimy da Silva Carvalho (* 1988), brasilianischer Fußballspieler
- João Carvalho (Leichtathlet) (* 1950), angolanischer Leichtathlet
- João Carvalho (Kampfsportler) (1988–2016), portugiesischer MMA-Kämpfer
- João Carvalho (Ringer) (* 1992), portugiesischer Ringer
- João Carvalho (Fußballspieler) (* 1997), portugiesischer Fußballspieler
- João Clímaco de Carvalho († 1873), portugiesischer Kolonialgouverneur
- João Dickson Carvalho (Carvalho; * 1951), brasilianischer Fußballspieler
- João de Sousa Carvalho (1745–1799), portugiesischer Komponist
- Joaquim de Carvalho (1892–1958), portugiesischer Philosoph und Hochschullehrer
- Joaquim Carvalho (Fußballspieler) (1937–2022), portugiesischer Fußballspieler
- Joaquim Carvalho (Hockeyspieler) (* 1959), indischer Hockeyspieler
- Joaquim Carlos Carvalho (* 1954), brasilianischer Ordensgeistlicher, Bischof von Jataí
- John Carvalho (* 1969), indischer Geistlicher, Bischof von Ajmer
- José Carvalho (Schauspieler), portugiesischer Schauspieler
- José Carvalho (Leichtathlet) (* 1953), portugiesischer Leichtathlet
- José Carvalho (Badminton), portugiesischer Badmintonspieler
- José Carvalho (Drehbuchautor) (* 1964), brasilianischer Drehbuchautor und Hochschullehrer
- José Carvalho (Kanute) (* 1988), portugiesischer Kanute
- José Carvalho Araújo (* 1982), portugiesischer Fußballtrainer
- José de Carvalho Filho (* 1931), brasilianischer Ruderer
- José Alberto Seabra Carvalho (* 1952), portugiesischer Kunsthistoriker
- José Cândido de Melo Carvalho (1914–1994), brasilianischer Insektenkundler
- José Carlos Carvalho (* 1952), brasilianischer Politiker
- José Carlos de Pereira Carvalho (1933–2004), portugiesischer Radrennfahrer
- José G. Herculano de Carvalho (1924–2001), portugiesischer Linguist, Romanist und Lusitanist
- José Murilo de Carvalho (1939–2023), brasilianischer Politikwissenschaftler und Historiker
- José Ornelas Carvalho (* 1954), portugiesischer Ordensgeistlicher, Bischof von Leiria-Fátima
- José da Silva Carvalho (1782–1856), portugiesischer Staatsmann
- Josely Carvalho (* 1942), brasilianische Multimedia-Künstlerin

### L
- Léon Carvalho (auch Leon Carvaille; 1825–1897), französischer Sänger (Bariton) und Theaterleiter
- Leticia Carvalho (* 1973), brasilianische Ozeanographin
- Lia Carvalho (* 1990), portugiesische Schauspielerin
- Lucas Carvalho (* 1993), brasilianischer Leichtathlet
- Lucas Carvalho (Skeletonpilot) (* 2002), brasilianischer Skeletonpilot
- Luiz de Carvalho (Sänger) (Luiz Agapito de Carvalho; 1925–2015), brasilianischer Geistlicher und Sänger
- Luiz Carvalho (Tennisspieler) (* 1981), brasilianischer Tennisspieler
- Luiz Carvalho (Schwimmer) (Luiz Francisco Teixeira de Carvalho; * 1962), brasilianischer Schwimmer
- Lula Carvalho (* 1977), brasilianischer Kameramann

### M
- Manuel Carvalho da Silva (* 1948), portugiesischer Gewerkschafter und Soziologe
- Manuel Afonso de Carvalho (1912–1978), portugiesischer Geistlicher, Bischof von Angra
- Manuel de Abreu Ferreira de Carvalho (1893–1968), portugiesischer Offizier und Kolonialgouverneur
- Manuel Maria Camacho Cansado de Carvalho (* 1960), portugiesischer Diplomat
- Manuel Tomas Amaral de Carvalho (* 1976), osttimoresischer Politiker
- Maria Carvalho (Sängerin), portugiesische Sängerin
- Maria da Graça Carvalho (* 1955), portugiesische Politikerin und Ingenieurin
- Maria Amália Vaz de Carvalho (1847–1921), portugiesische Schriftstellerin
- Mário Carvalho (Schwimmer) (Mário Paulo Nunes Carvalho; * 1978), portugiesischer Schwimmer
- Mário Carvalho (Radsportler) (* 1995), angolanischer Radrennfahrer
- Mário de Carvalho (Schriftsteller) (* 1944), portugiesischer Schriftsteller und Drehbuchautor
- Mário de Carvalho (Kameramann) (* 1950), portugiesischer Kameramann
- Mário de Carvalho (Journalist), US-amerikanisch-portugiesischer Journalist und Fotoreporter, als CBS-Berichterstatter aus Krisengebieten bekannt
- Mário Gajo de Carvalho (* 1978), portugiesischer Filmregisseur
- Mário Vieira de Carvalho (* 1943), portugiesischer Musikwissenschaftler
- Marcelo Rodrigues de Carvalho (* 1967), brasilianischer Ichthyologe
- Marisa Vaz Carvalho (* 1999), portugiesische Leichtathletin
- Mateus da Cruz de Carvalho (* 1964), osttimoresischer Politiker
- Matis Carvalho (* 1999), portugiesisch-französischer Fußballtorwart
- Michel de Carvalho (* 1944), britischer Rennrodler und Schauspieler
- Miguel Pereira de Carvalho, osttimoresischer Beamter und Menschenrechtler
- Myke Carvalho (* 1983), brasilianischer Boxer

### N
- Natal de Carvalho Baroni (* 1945), brasilianischer Fußballspieler
- Nathan Júnior Soares de Carvalho (* 1989), brasilianischer Fußballspieler
- Nelson de Carvalho, osttimoresischer Jurist und Generalstaatsanwalt
- Nicanor de Carvalho (1947–2018), brasilianischer Fußballspieler und Fußballtrainer
- Nilze Carvalho (eigentlich Albenise de Carvalho Ricardo; * 1969), brasilianische Musikerin, Sängerin und Komponistin

### O
- Odette de Carvalho e Souza (1904–1970), brasilianische Diplomatin
- Olavo de Carvalho (1947–2022), brasilianischer Philosoph und Essayist
- Osório Carvalho (* 1981), angolanischer Fußballspieler
- Otelo Saraiva de Carvalho (1936–2021), portugiesischer Offizier

### P
- Patrice Carvalho (* 1952), französischer Politiker
- Paula Carvalho (* 1965), brasilianische Synchronschwimmerin
- Paulo Carvalho (Ruderer), uruguayischer Ruderer
- Paulo de Carvalho (* 1947), portugiesischer Sänger
- Paulo Carvalho (Fußballfunktionär), portugiesischer Fußballfunktionär
- Paulo Carvalho (Boxer) (* 1986), brasilianischer Boxer
- Pedro Carvalho (* 1984), portugiesischer Rugby-Union-Spieler
- Peter Carvalho (* 1980), indischer Fußballspieler
- Píndaro de Carvalho Rodrigues (1892–1965), brasilianischer Fußballspieler

### R
- Raony Carvalho (* 1987), brasilianischer Tennisspieler
- Raul de Carvalho (1920–1984), portugiesischer Lyriker
- Renato Andrew Lima de Carvalho (* 1999), brasilianischer Beachvolleyballspieler
- Ribeiro de Carvalho (* 1993), osttimoresischer Leichtathlet
- Ricardo Carvalho (* 1978), portugiesischer Fußballspieler
- Ricardo de Carvalho (* 1961), brasilianischer Ruderer
- Roger Carvalho (* 1986), brasilianischer Fußballspieler
- Ronaldo Carvalho (* 1979), brasilianischer Tennisspieler
- Ronaldo de Carvalho (1893–1935), brasilianischer Lyriker und Diplomat
- Ronaldo de Carvalho (Ruderer) (* 1959), brasilianischer Ruderer
- Rosa de Carvalho Alvarenga, Kauffrau und Sklavenhändlerin in der portugiesischen Kolonie Guinea
- Rui Valentim de Carvalho († 2013), portugiesischer Musikproduzent
- Ruy de Carvalho (* 1927), portugiesischer Schauspieler

### S
- Sebastião José de Carvalho e Melo (1699–1782), portugiesischer Politiker
- Silvino João de Carvalho (auch Jaba; * 1981), brasilianischer Fußballspieler
- Sol de Carvalho (* 1953), mosambikanischer Journalist, Filmemacher und Regisseur
- Sylvio Carvalho (* 1956), brasilianischer Sportschütze

### T
- Tábata de Carvalho (* 1996), brasilianische Leichtathletin
- Tatiele de Carvalho (* 1989), brasilianische Leichtathletin
- Teresa Kristina Carvalho (* 1984), schwedische Politikerin
- Teresa Silva Carvalho (* 1938), portugiesische Sängerin
- Teresa Maria de Carvalho (* 1974), osttimoresische Politikerin
- Tessa Carvalho (* 1966), brasilianische Synchronschwimmerin
- Tomás de Carvalho (1819–1897), portugiesischer Arzt und Politiker

### V
- Valter Magno de Carvalho (* 1973), brasilianischer Geistlicher, Bischof von Ituiutaba
- Vasco de Carvalho (1902–?), brasilianischer Ruderer
- Vicento Ferreira de Carvalho, portugiesischer Kolonialgouverneur
- Victor de Carvalho (* 1969), angolanischer Basketballspieler
- Victor Hugo Santana Carvalho (* 1998), brasilianischer Fußballspieler, siehe Vitinho (Fußballspieler, März 1998)

### W
- Walter Carvalho (* 1947), brasilianischer Kameramann
- William Carvalho (* 1992), portugiesischer Fußballspieler

### Y
- Ygor Carvalho Vieira (* 1991), brasilianischer Fußballspieler

### Fiktive Figuren
- Pepe Carvalho, Romanfigur von Manuel Vázquez Montalbán